# Multiboot specification
A Multiboot Specification é um padrão aberto descrevendo como um bootloader pode carregar o kernel de um sistema operacional x86. A especificação permite que diferentes sistemas operacionais e e bootloaders trabalhem juntos e interoperem, sem que seja preciso um bootloader especifico para um sistema operacional. Como resultado, ele permite a coexistência de diferentes sistemas operacionais num único computador, o que é conhecido como multi-booting.
A especificação foi originalmente criada em 1995 e desenvolvida pela Free Software Foundation. O GNU Hurd, VMware ESXi, Xen, e microkernels L4 precisam ser bootados por esse método. O GNU GRUB é a implementação de referência usada no sistema operacional Sistema operacional GNU e outros sistemas operacionais. Desde julho de  2019, a versão mais recente da especificação Multiboot é a 0.6.96, definida em 2009. Uma segunda versão incopative com UEFI suporte, Multiboot2 specification, foi introduzida. Desde abril de  2019, a versão mais recente do Multibook2 é 2.0, definida em 2016.

## Ligações Externas
- Multiboot Specification manual (em inglês)

- Escrevendo um núcleo conforme a multiboot (em inglês)

- GRUB Home page (em inglês)
- Artigo:Making NetBSD Multiboot-Compatible (em inglês)
- A post committing implementation of Multiboot in NetBSD/i386 4.x (10/2006) (em inglês)
- More information about Multiboot in NetBSD (em inglês)
- GrubWiki list of operating systems known to support Multiboot (em inglês)